# Te Puru
Te Puru – miasto w Nowej Zelandii, na Wyspie Północnej, w regionie Waikato.